# Flackwell Heath
Flackwell Heath is een plaats in het bestuurlijke gebied Wycombe, in het Engelse graafschap Buckinghamshire. De plaats telt 5900 inwoners.